# Alnus oblongifolia
Alnus oblongifolia är en björkväxtart som beskrevs av John Torrey. Alnus oblongifolia ingår i släktet alar, och familjen björkväxter. Inga underarter finns listade.

## Bildgalleri

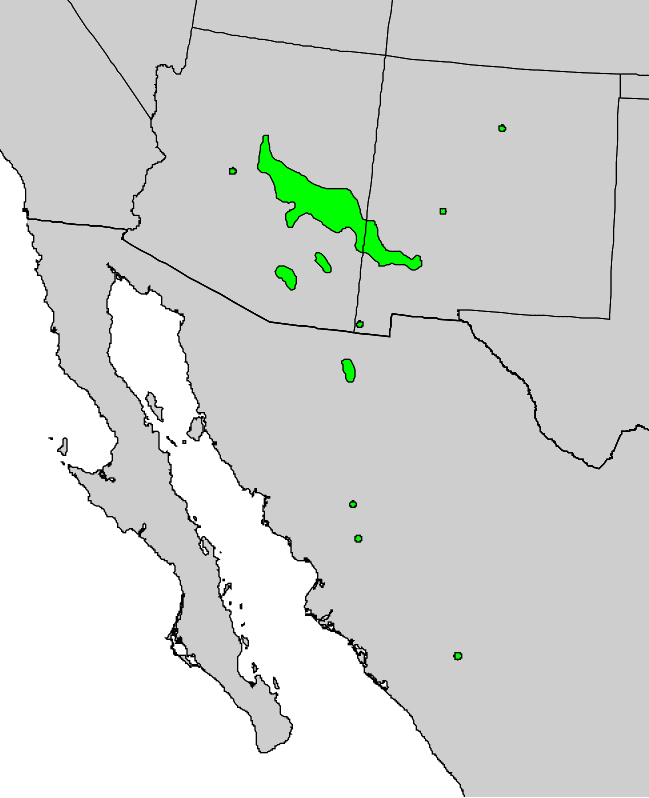